# Różewicz Open Festiwal
Różewicz Open Festiwal, to wydarzenie poświęcone twórczości Braci Różewiczów, które co roku odbywa się w ich rodzinnym mieście, w Radomsku, gdzie Janusz, Stanisław i Tadeusz spędzili swoje młodzieńcze lata.
Organizatorami przedsięwzięcia są Miejski Dom Kultury w Radomsku oraz Miasto Radomsko.
W programie tego przedsięwzięcia znajdują się spektakle teatralne, pokazy filmów, wystawy, warsztaty, wernisaże, spotkania z artystami i znawcami twórczości Braci Różewiczów. Wtedy również, podczas trwającego tydzień festiwalu ogłaszane są wyniki Ogólnopolskiego Konkursu Poetyckiego im. Janusza Różewicza. Do tej pory laureatami byli Jacek Kawecki i Piotr Mosoń.
Wydarzenia głównie odbywają się w Miejskim Domu Kultury w Radomsku. Honorowym dyrektorem jest prof. Barbara Osterloff.

Różewicz Open Festiwal